# Sălcioara (Dâmbovița)
Sălcioara è un comune della Romania di 4 042 abitanti, ubicato nel distretto di Dâmbovița, nella regione storica della Muntenia.
Il comune è formato dall'unione di 9 villaggi: Bănești, Cătunu, Cuza Vodă, Ghinești, Mircea Vodă, Moara Nouă, Movila, Podu Rizii, Sălcioara.